# Пјетрамелара (Казерта)
Пјетрамелара (итал. Pietramelara) је насеље у Италији у округу Казерта, региону Кампанија.
Према процени из 2011. у насељу је живело 3894 становника. Насеље се налази на надморској висини од 141 м.

## Становништво
| 1931. | 1936. | 1951. | 1961. | 1971. | 1981. | 1991. | 2001. | 2011. |
| ----- | ----- | ----- | ----- | ----- | ----- | ----- | ----- | ----- |
| 3.498 | 3.628 | 3.967 | 3.838 | 3.851 | 4.050 | 4.353 | 4.464 | 4.657 |